# Wendy Oldfield
Wendy Oldfield (sinh ngày 24 tháng 2 năm 1964, Cape Town, Nam Phi) là một ca sĩ Nam Phi. Ở tuổi mười chín, cô thành lập nhóm nhạc The Sweatband, và từ năm 1999 đến năm 2001, cô tham gia biểu diễn với ban nhạc Mondetta. Cô là người đã từng chiến thắng một số giải thưởng âm nhạc, và hiện đang sống ở Wilderness, Western Cape, Nam Phi.

## Sự nghiệp
Năm 1983, Oldfield đã tham gia vào việc hình thành Sweatband, một nhóm nhạc Nam Phi. Cô là ca sĩ chính của ban nhạc và phát hành hai album. Hit lớn nhất của nhóm là "This Boy", sản phẩm này đã đạt đến vị trí 15 trên top 20 chính thức của Nam Phi vào tháng 9 năm 1986. "Shape of Her Body" cũng là một hit trên đài phát thanh Nam Phi.
Năm 1988, năm năm sau khi thành lập ban nhạc, cô rời nhóm và bắt đầu sự nghiệp hát solo của riêng mình trong ngành công nghiệp âm nhạc.
Oldfield lần đầu tiên nổi tiếng với việc phát hành album đầu tay của cô, Beautiful World. Album này đã giành được giải thưởng Oktave năm 1992 cho Nữ ca sĩ xuất sắc nhất. Bài hát "Miracle" của cô được đề cử cho hạng mục bài hát của năm.
Bài hát "Acid Rain" của cô được xếp hạng hai lần trên đài phát thanh Nam Phi.
Năm 1998, cô phát hành album Duwayo, và sau đó nó được đề cử cho giải thưởng First National Bank. Năm 1999, cô phát hành album thứ tư trong sự nghiệp solo của mình, On a Pale Blue Dot, sau đó cô giành được giải Album Pop của năm của FNB. Cô cũng được đề cử cho hạng mục Nữ ca sĩ xuất sắc nhất.
Trong một thời gian ngắn, cô đã tham gia vào ban nhạc Mondetta (1999–2001), trước khi phát hành album thứ năm Holy Water. Tại giải thưởng Âm nhạc Nam Phi lần thứ 9, cô đã nhận được đề cử cho giải thưởng Best of Adult Contemporary.

## Sản phẩm âm nhạc

### Các albumː
- 1992 - Beautiful World
- 1996 - Ruby
- 1998 - Duwayo
- 1999 - On a Pale Blue Dot
- 2002 - Holy Water
- 2009 - Singalong Kidz